# 十返千鶴子
十返 千鶴子（とがえり ちづこ、1921年〈大正10年〉6月7日 - 2006年〈平成18年〉12月20日）は、日本の随筆家。十返肇の妻。

## 人物・来歴
兄に、風間真一（編集者であり、三木蒐一の筆名で『地下鉄サム』に影響された小説「地下鉄伸公」を書いた）、画家の風間完。
東京生まれ。駿河台高等女学校卒。婦人画報社（現ハースト婦人画報社）勤務の後フリーとなる。十返肇と結婚し、1963年その死去後、随筆家として活動した。2006年12月20日に虚血性心不全のため死去。85歳没。

## 著書
- 『未亡人ばんざい』1969年、毎日新聞社、全国書誌番号:74003738
- 『十返肇 その一九六三年八月』1969年、私家版、全国書誌番号:75010480
- 『みんなが嘘をついている 十返肇ガンとの闘い』1969年、文芸春秋、全国書誌番号:75027087
- 『愛を生きがいにできるか』1972年、講談社、全国書誌番号:75004659
- 『曲がりかどの女たち』1977年、白夜書房、全国書誌番号:78012130
- 『日々つれづれ』1981年、毎日新聞社、全国書誌番号:81020789
- 『夫恋記』1984年、新潮社、ISBN 4-10-353001-4
- 『男はせいぜいこんなもの』1984年、朝日新聞社、ISBN 4-02-255299-9
- 『ひとり暮らしの老いじたく』1987年、海竜社、ISBN 4-7593-0197-6
- 『世紀末ロンドンを翔んだ女 メアリ・ウォルストンクラフトを追う旅』1990年、新潮社、ISBN 4-10-353002-2
- 『上手な年のとり方とられ方』1992年、海竜社、ISBN 4-7593-0333-2
- 『ひとりで暮すいきいき老いる』1998年、海竜社、ISBN 4-7593-0566-1